# لس آنجلس بدون نقشه
لس آنجلس بدون نقشه (به انگلیسی: L.A. Without a Map) فیلمی به کارگردانی «میکا کاریسماکی» است که در سال ۱۹۹۸ ساخته شده است. نویسندگان آن «میکا کاریسماکی» و «ریچارد رینر» هستند که داستان فیلم را بر اساس رمانی نوشتهٔ ریچارد رینر نوشته‌اند. بازیگران این فیلم دیوید تننت، وینسا شاو، جولی دلپی، وینسنت گالو و جانی دپ هستند. جانی دپ در این فیلم در نقش خودش و شخصیت فیلم مرد مرده، ویلیام بلیک، بازی کرده است. این فیلم محصول کشورهای فرانسه، انگلیس و فنلاند است.

## خلاصه داستان
باربارا (وینسا شاو)، بازیگری هالیوودی، در زمان بازدیدش از یکی از شهرهای شمالی انگلیس با ریچارد (دیوید تنانت)، مسئول کفن و دفن شهر، که برای روزنامه‌ای محلی اعلامیه فوت می‌نویسد و یک رمان ناموفق نیز به نام خودکشی یوزی نوشته است، آشنا می‌شود. باربارا به خانه برمی گردد، جایی که او به عنوان یک پیشخدمت در رستورانی ژاپنی کار می‌کند. او در مورد نویسندهٔ خوش تیپی که ملاقات کرده به خود می‌بالد. ریچارد دنبال او به هالیوود می‌آید و…